# ذكورية
الذكورية، هي لفظ عام يطلق على مجموع السلوكيات والأفكار والقوانين والتفسيرات التي من شأنها سيطرة الذكور في مجتمع ما على الإناث.  وفي العالم الغربي، قد يشير مصطلح masculism الذي من الممكن ترجمته أيضًا إلى «ذكورية»، إلى معنى مختلف تمامًا عن ما هو متدال في العالم العربي. حيث يشير  إلى الدفاع عن حقوق أو احتياجات الرجال والصبيان؛ والتقيد بالسمات النمطية للرجال والصبيان (الآراء، والقيم، والاتجاهات، والعادات) أو دعمها. كما قد يشير أيضًا إلى حركات الرجال أو حقوق الرجال.

## المصطلح

### تاريخ مبكر
وفقًا للمؤرخة جوديث ألن، صاغت شارلوت بيركنز خيلمان مصطلح الذكورية في عام 1914، عندما ألقت سلسلة محاضرات عامة في نيويورك بعنوان «دراسات في الذكورية». يبدو أن المصطلح لم ينل إعجاب المطبعة وحاولت تغييره. وتكتب ألن أن خيلمان استخدمت الذكورية للإشارة إلى معارضة الرجال الكارهين للنساء ولحقوق المرأة، وعلى نطاق أوسع للإشارة إلى وصف «الأعمال السياسية والثقافية الجماعية للرجال لصالح جنسهم»، أو ما تسميه ألين «السياسة الجنسية لمحادثات الثقافة الذكورية». وصفت خيلمان الرجال والنساء المعاديين لـحق المرأة في التصويت بأنهم معاديين المساواة – ووصفت النساء اللاتي تعاونّ مع هؤلاء الرجال بأنهن «نساء لن يتقدمن» – كما وصفت الحرب العالمية الأولى بأنها «الذكورية في أسوأ صورها».[بحاجة لمرجع إضافي]
ورداً على تلك المحاضرات كتب واه. اتش. سامبسون خطاباً إلى صحيفة النيويورك تايمز بشأن أن النساء كما الرجال يجب أن يتشاركن اللوم على الحرب قائلةً: «لا جدوى تمامًا من أن ندعي أن الرجال قاتلوا وكافحوا وجاهدوا بأنفسهم، في حين بقيت النساء في المنزل، متمنين لو أنهم لم يفعلوا، أو يصلين أمام الأضرحة لسلامتهم، مستخدمين كل طاقتهم في تحقيق الهدوء المقدس.»